# Synecdoche, New York
Synecdoche, New York (traducida como Nueva York en escena y como Synecdoche, New York - Todas las vidas, mi vida) es una película escrita y dirigida por Charlie Kaufman, representando su debut como director. Se estrenó el 23 de mayo de 2008, compitiendo en el Festival de Cannes,

## Título
El título es un juego de palabras con Schenectady, localidad de Nueva York, donde transcurre parte de la trama, con sinécdoque, tropo mediante el cual se identifica el todo por una parte (o viceversa). En este caso, el protagonista construye una réplica de la ciudad de Nueva York en un gran complejo teatral, presente en la misma ciudad, para su obra de teatro.

## Trama
Caden  (Philip Seymour Hoffman), el protagonista, es director de teatro. Su esposa y su hija lo han abandonado, y su terapeuta parece más interesada en publicitar su nuevo libro que en ayudarle con sus problemas. Después del estreno de su última obra, descubre que padece una extraña enfermedad que hace que sus diversas funciones autónomas se vayan parando una a una. Determinado a crear una pieza teatral de realismo y honestidad brutales, Caden deja su hogar en Schenectady, Nueva York, y se dirige a la ciudad de Nueva York, donde reúne un reparto de actores en una bodega de Manhattan y les pide que vivan sus vidas dentro de los constructos de un modelo a escala de la ciudad. 
La película trata temas como la naturaleza de la familia, el hogar y las relaciones entre hombres y mujeres.

## Argumento
Caden Cotard (Philip Seymour Hoffman) es un director de teatro que no encuentra sentido a su vida. Su sufrimiento toca fondo debido a numerosas dolencias físicas, sumadas al abandono de su esposa Adele (Catherine Keener) quien se lleva a su hija, Olive (Sadie Goldstein / Robin Weigert) a vivir a Berlín.
Poco después, Caden inesperadamente recibe una beca MacArthur, dándole los medios económicos para dar rienda suelta a sus intereses artísticos. Es entonces cuando decide crear una pieza artística de realismo brutal y honestidad, algo en lo que pueda verter todo su ser. Reúne un elenco de actores en una enorme bodega en el distrito teatral de Manhattan, dirigiéndolos en una celebración de lo mundano, instruyendo a cada uno cómo representar sus vidas. A medida que el modelo a escala de la ciudad en el interior de la bodega se hace cada vez más mimético de la ciudad exterior, Caden sigue buscando soluciones a sus propias crisis personales. Queda traumatizado cuando descubre que Adele se ha convertido en una pintora celebre en Berlín y que Olive está creciendo bajo la dudosa influencia de una amiga de Adele, María (Jennifer Jason Leigh). Después de una desastrosa aventura amorosa con la mujer que atiende la taquilla, Hazel (Samantha Morton), Caden se casa con Claire (Michelle Williams), una actriz de su reparto, y tiene una hija con ella. Su relación en última instancia falla, y Caden continúa su relación incómoda con Hazel, que está ahora casada y con hijos. Mientras tanto, una enfermedad desconocida sistemáticamente cierra sus funciones autónomas, una por una.
A medida que los años pasan rápidamente, la bodega en continua expansión se mantiene aislada del deterioro de la ciudad afuera. Caden se entierra a sí mismo cada vez más en su obra magna, desdibujando la línea entre la realidad y el mundo de la obra, poniendo en el reparto y el equipo cada vez más dobles. Por ejemplo, Sammy Barnathan (Tom Noonan) es escogido para actuar en el papel de Caden en la obra después de que Sammy revela que ha estado obsesivamente espiando a Caden durante 20 años, a la vez que una persona que se parece a Sammy actúa como éste. El propio interés de Sammy en Hazel produce un renacimiento de la relación de Caden con ella, que empuja a Sammy a suicidarse. Poco después de que Caden y Hazel finalmente empiezan una relación, Hazel muere por inhalación de humo tóxico en su casa que se quema continuamente. 
A medida que empuja los límites de sus relaciones personales y profesionales, Caden permite que una actriz se haga cargo de su papel como director mientras él toma el trabajo anterior de ésta como la señora de la limpieza de Adele. Caden pasa sus días bajo las instrucciones de la directora sustituta, mientras que algún tipo de calamidad no explicada ocurre en la bodega, dejando ruinas y cadáveres tras de sí. Finalmente, Caden se prepara para la muerte mientras reposa su cabeza sobre el hombro de una actriz en la obra, al parecer la única persona que sigue con vida en la bodega. A medida que la escena se desvanece a blanco, Caden empieza a decer que ahora tiene una idea de cómo hacer la obra, cuando la voz de la directora en su oído le da su indicación final: «Muere».

## Reparto
- Philip Seymour Hoffman como Caden Cotard.
- Catherine Keener como Adele Lack.
- Samantha Morton como Hazel.
- Hope Davis como Madeleine Gravis.
- Tom Noonan como Sammy Barnathan.
- Emily Watson como Tammy.
- Jennifer Jason Leigh como Maria.
- Dianne Wiest como Millicent Weems.
- Michelle Williams como Claire Keen.
- Paul Sparks como Derek.
- Deirdre O'Connell como Mrs. Bascomb
- Robin Weigert como Olive Cotard.
- Sadie Goldstein como 4-year-old Olive.
- Josh Pais como Ophthalmologist.

## Producción
La película iba a ser dirigida inicialmente por Spike Jonze, pero finalmente prefirió dirigir Where the Wild Things Are.